# And the Glass Handed Kites
And the Glass Handed Kites är det danska indierockbandet Mews fjärde album. Albumet släpptes den 21 september 2005.

## Låtlista
Samtliga låtar skrivna av Mew.
1. "Circuitry of the Wolf" - 2:46
2. "Chinaberry Tree" - 3:33
3. "Why Are You Looking Grave?" - 3:50
4. "Fox Cub" - 1:16
5. "Apocalypso" - 4:47
6. "Special" - 3:13
7. "The Zookeeper's Boy" - 4:43
8. "A Dark Design" - 3:28
9. "Saviours of Jazz Ballet (Fear Me, December)" - 3:20
10. "An Envoy to the Open Fields" - 3:40
11. "Small Ambulance" - 1:06
12. "The Seething Rain Weeps for You (Uda Pruda)" - 4:18
13. "White Lips Kissed" - 6:45
14. "Louise Louisa" - 7:25
15. "Forever and Ever" - 4:20 (finns endast som bonuslåt på japanska utgåvan)
16. "Shiroi Kuchibiruno Izanai (White Lips Kissed)" - 5:34 (finns endast som bonuslåt på japanska utgåvan)